# سيرجيو مورا (لاعب كرة قدم)
سيرجيو مورا (بالإنجليزية: Sergio Mora)‏ (27 يونيو 1942 - 26 ديسمبر 2009 بليك ماري) هو مدرب كرة قدم ولاعب كرة قدم أمريكي في مركز الهجوم. شارك مع منتخب الولايات المتحدة لكرة القدم.